# Olsztyn-Kultur

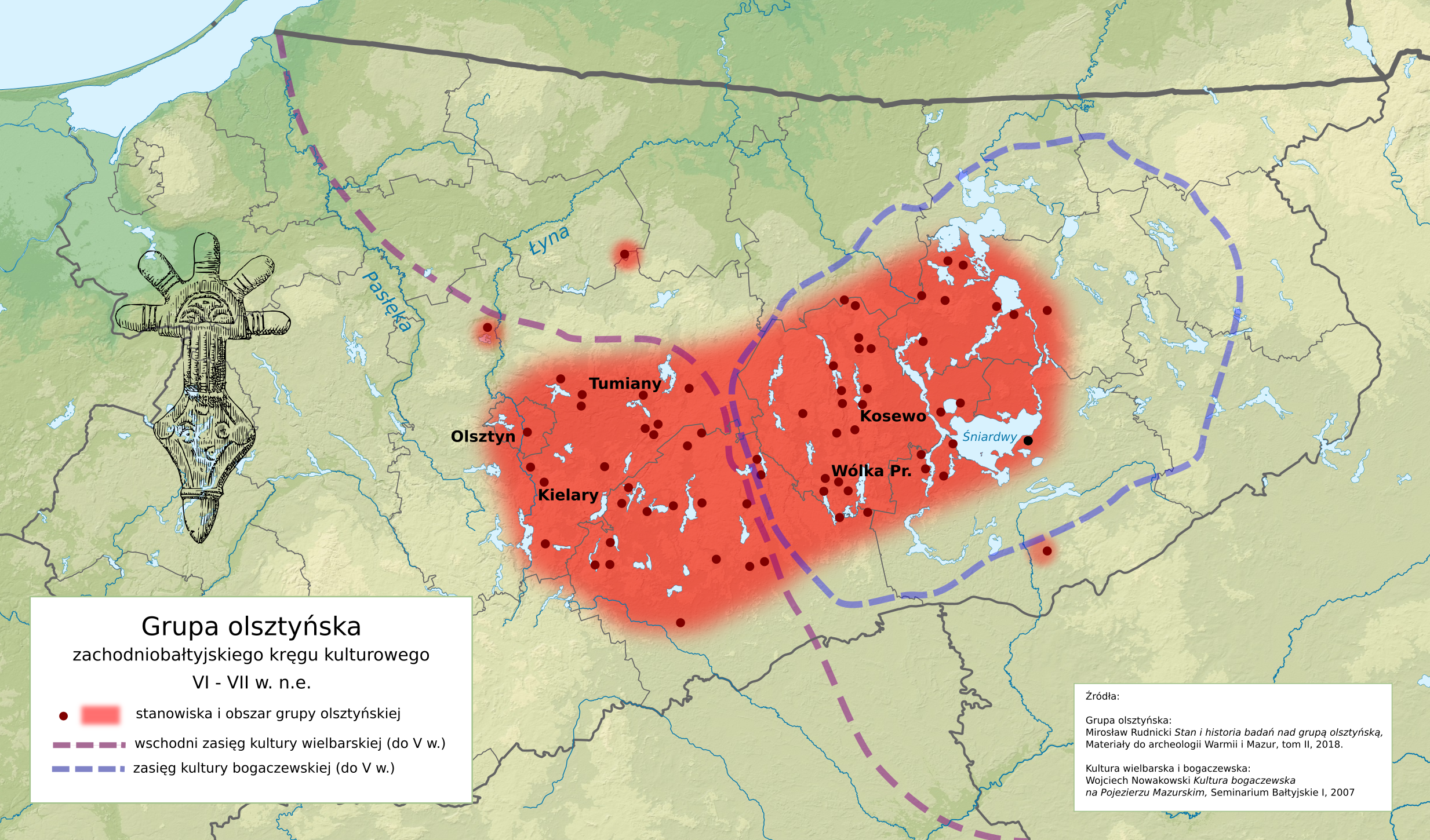
Olsztyn-Kultur

Baltische Kulturen der Eisenzeit.
Dollkeim-Gruppe (Samland-Natangen)
Olsztyn-Gruppe
Sudauer Gruppe (Jatwinger)
Memel-Gruppe (Kuren)
Strichkeramik-Kultur
Milograd-Kultur
Dnjepr-Dwina-Kultur
Pommerellische Gesichtsurnenkultur
Bel-Gräber-Gruppe

Die Olsztyn-Kultur oder Westmasurische Kultur (polnisch Grupa olsztyńska) war eine archäologische Kulturgruppe der Westbaltischen Kultur der späten Eisenzeit vom 5. bis 7. Jahrhundert im Nordosten des heutigen Polen.

## Verbreitungsgebiet
Spuren der Olsztyn-Kultur finden sich im westlichen Teil der Masurischen Seenplatte, westlich der Weichsel und nördlich des Narew.
Sie ist benannt nach einem zentralen Fundort bei Olsztyn (Allenstein). Wichtige Fundplätze sind die Gräberfelder von Tumiany bei Olsztyn und Kielary.
Im Westen folgt sie (in einem kleinen Gebiet) auf die im 5. Jahrhundert nach Süden abgewanderte germanische Wielbark-Kultur, im übrigen Gebiet auf die westbaltische Bogaczewo-Kultur (4. – 2. Jahrhundert v. Chr.).
Im Gebiet der Olsztyn-Kultur siedelte der im 2. Jahrhundert erwähnte baltische Stamm der Galinder, daher wird allgemein eine Identität mit der Olsztyn-Kultur angenommen.

## Bestattungen
Bestattet wurde in gemeinschaftlichen Gräberfeldern.
Charakteristisch sind Urnen mit runden oder eckigen fensterähnlichen Öffnungen.

In Männer-Gräbern finden sich z. T. Pferdeskelette (vgl. Dollkeim-Kultur).

## Wirtschaft
In Gräbern fanden sich Gegenstände vor allem aus Eisen, aber auch aus Bronze oder Silber.

Herausragend ist eine aus Silber gefertigte  mit Granat besetzte Schnalle vom Gräberfeld von Kosewo bei Mrągowo.
Handelsbeziehungen bestanden offenbar u. a. auch zu germanischen Kulturen.